# Geelvoorhoofdketellapper
De geelvoorhoofdketellapper (Pogoniulus chrysoconus) is een vogel uit de familie Lybiidae (Afrikaanse baardvogels).

## Kenmerken
De vogel is 10,5 tot 12 cm lang en weegt 8 tot 20 g. Het is een kleine vogel met een relatief grote, zware snavel. De vogel maakt een kenmerkend geluid dat klinkt als een opeenvolging van korte, mechanische fluittonen 80 tot 110 keer per minuut en dat houdt hij soms wel 11 minuten lang vol. De vogel wordt daarom vaker gehoord dan gezien, want hij verschuilt zich in het gebladerte tijdens het roepen.
De vogel heeft een kort staartje. De buik is citroengeel en de kop is zwart-wit gestreept met een goudkleurige, soms oranje vlek boven de snavel. De ondersoort P. c. xanthostictus  is minder geel op de buik.

## Verspreiding en leefgebied
Deze soort komt wijdverspreid voor in Afrika en telt drie ondersoorten:
- P. c. chrysoconus: van zuidwestelijk Mauritanië en Senegal tot noordwestelijk Ethiopië, noordwestelijk Tanzania en noordelijk Congo-Kinshasa.
- P. c. extoni: van Angola tot zuidelijk Tanzania, zuidelijk Mozambique en noordelijk Zuid-Afrika.
- P. c. xanthostictus: zuidwestelijk en centraal Ethiopië.

Het leefgebied bestaat uit half open bosgebied, terrein met struikgewas afgewisseld met hoge bomen, tuinen, parken en aangeplant bos, meestal in laagland, verder tot maximaal 1500 m boven de zeespiegel in Oost-Afrika.

## Status
De grootte van de wereldpopulatie is niet gekwantificeerd. De vogel is wijdverspreid en vrij algemeen, daarom staat de geelvoorhoofdketellapper als niet bedreigd op de Rode Lijst van de IUCN.